# Лина Хајдрих
Лина Хајдрих (Фемарн, 14. јун 1911 — Фемарн, 14. август 1985) била је супруга Рајнхарда Хајдриха, шефа Рајхсзихерхајтсхауптамта и централне личности Нацистичке Немачке. 

## Биографија
Рођена је 14. јуна 1911. у Фемарну као ћерка немачког аристократе и сеоског учитеља. Њен старији брат Ханс се придружио Нацистичкој партији и био је члан Штурмабтајлунга, похвално је говорио о покрету па је мотивисао сестру да присуствује партијском митингу 1929. године на коме је говорио Адолф Хитлер. Убрзо након тога се као малолетна и сама придружила Нацистичкој партији са 1.201.380 чланова. Са деветнаест година је присуствовала балу веслачког клуба у Килу 6. децембра 1930. на коме је упознала тадашњег морнаричког поручника Рајнхарда Хајдриха, заљубили су се и убрзо објавили веридбу 18. децембра. Године 1931. је Хајдрих оптужена за „непристојно понашање” јер је прекршио веридбено обећање жени коју је познавао шест месеци пре веридби са Лином. Адмирал Ерих Редер га је тог априла отпустио из морнарице. Отказ је уништио Хајдриха и његову каријеру. Лина га је убедила да размотри недавно формирани Шуцштафел као опцију за каријеру. Током 1931. је Хајнрих Химлер почео да успоставља контраобавештајну дивизију. Поступајући по савету свог сарадника Карла фон Еберштајна, пријатеља породице Хајдрих, Химлер је пристао да интервјуише Хајдриха, али је отказао њихов састанак у последњем тренутку. Лина је игнорисала ову поруку, спаковала је Рајнхардов кофер и послала га у Минхен. Еберштајн је срео Хајдриха на железничкој станици и одвео га да види Химлера који је замолио Хајдриха да изнесе своје идеје за развој обавештајне службе. Химлер је био толико импресиониран да га је одмах ангажовао као шефа нове обавештајне службе која је касније постала позната као Зихерхајтсдинст. Након тога се Хајндрих вратио у Хамбург са добрим вестима. У августу је пребачен у Минхен где је живео сам у пансиону који је изнајмљивао собе неожењеним есесовцима. Лина је касније изјавила да Рајнхард Хајдрих никада није прочитао Хитлерову књигу Мајн кампф. Венчали су се у малој цркви у Гросенброду 26. децембра 1931. Заједно су имали два сина, Клауса рођеног 17. јуна 1933. и Хајдера рођеног 23. децембра 1934. До касних 1930-их, дужности Рајнхарда Хајдриха навеле су га да ради дуго и често ван куће што је натерало Лину да сама води домаћинство и оптеретило је њихов брак који је замало резултирао разводом. Међутим, добили су ћерку Силке рођену 9. априла 1939. Њихово четврто дете, ћерка Марте је рођена 23. јула 1942. Рајнхард је преминуо од последица саобраћајне несреће 24. октобра 1943. када је возио бицикл са својим братом Хајдером Хајдрихом у дворишту Паненске Брежани. Видевши да је капија на улици отворена, Клаус је изјахао на улицу где га је ударио мали камион, преминуо је од задобијених повреда касније тог поподнева, а његово тело је закопано у башти имања. Лина је желела да пуца на возача и све путнике, али је истрага утврдила да возач није крив. Као признање за служење њеног мужа нацистима, Хитлер је дао Лини сеоско имање у руралној Бохемији. Тада је продала осталу породичну имовину, укључујући кућу у Берлину и ловачку кућу у близини Науена. На имању је држала на принудном раду неколико десетина затвореника за које су сведоци рекли да их је физички злостављала. Породица је тамо живела до априла 1945. када су заједно са многим другим Немцима напустили ово подручје бежући од совјетске Црвене армије. Убрзи су се вратили на острво Фемарн где им је било дозвољено да живе у својој кући након што се британска војска иселила исте године. Након завршетка рата је ослобођена током поступка денацификације и стекла је право на пензију као резултат низа судских спорова против владе Западне Немачке 1956. и 1959. године. Имала је право на знатну пензију јер је њен муж био генерал немачке полиције погинуо у акцији. Влада је раније одбила да је исплати због Хајдрихове улоге у Холокаусту. У Чехословачкој је осуђена на доживотни затвор који је избегла. Године 1965. је упознала позоришног редитеља Мауна Манинена док је била на одмору у Финској за ког се удала. Водила је некадашњи летњиковац Рајнхарда Хајдриха на Фемарну као ресторан и гостионицу све док није изгорела у фебруару 1969. током заваривања на кровном простору који је запалио сламнати кров. Манинен је преминуо у септембру 1969. Године 1976. је Лина објавила своје мемоаре Leben mit einem Kriegsverbrecher (Life with a War Criminal). Разговарала је са неколико аутора, писала исправна писма многим новинама и бранила репутацију свог првог мужа до своје смрти, 14. августа 1985.

## Дело
- Leben mit einem Kriegsverbrecher. Ludwig Verlag. 1976. ISBN 3-7787-1025-7. Reissued with amendments to LH's original text, without the historical commentary included in the first edition, and with an introduction by son Heider Heydrich, under the title Mein Leben mit Reinhard. Druffel & Vowinckel Verlag (. 2012. ISBN 978-3-8061-1228-3.